# Tour Jean-sans-Peur
La tour Jean-sans-Peur o torre di Giovanni senza Paura è una torre di fortificazione costruita a Parigi nel XV secolo dal duca Giovanni di Borgogna, detto "Giovanni senza Paura". Situata al 20, rue Étienne-Marcel, nel II arrondissement di Parigi, costituisce l'ultima vestigia Hôtel de Bourgogne.
L'Hôtel, addossato alle mura di Filippo Augusto, era stato costruito da Roberto II d'Artois alla fine del XIII secolo. Divenne proprietà dei duchi di Borgogna per eredità fino alla morte nel 1477 di Carlo il Temerario. L'hotel cadde quindi in disuso.
Re Francesco I donò a Diego di Mandosse la parte orientale del palazzo tra cui la torre Jean-sans-Peur. È per questo motivo che questa torre è anche chiamata dai parigini l'hotel di Mandosse.
Fu nel 1866-1868, durante la costruzione di rue Étienne-Marcel, che la torre fu riscoperta. Venne quindi classificata monumento storico con decreto del 29 settembre 1884, poi restaurata nel 1893. Dal 1999 la torre è aperta al pubblico.

## Storia

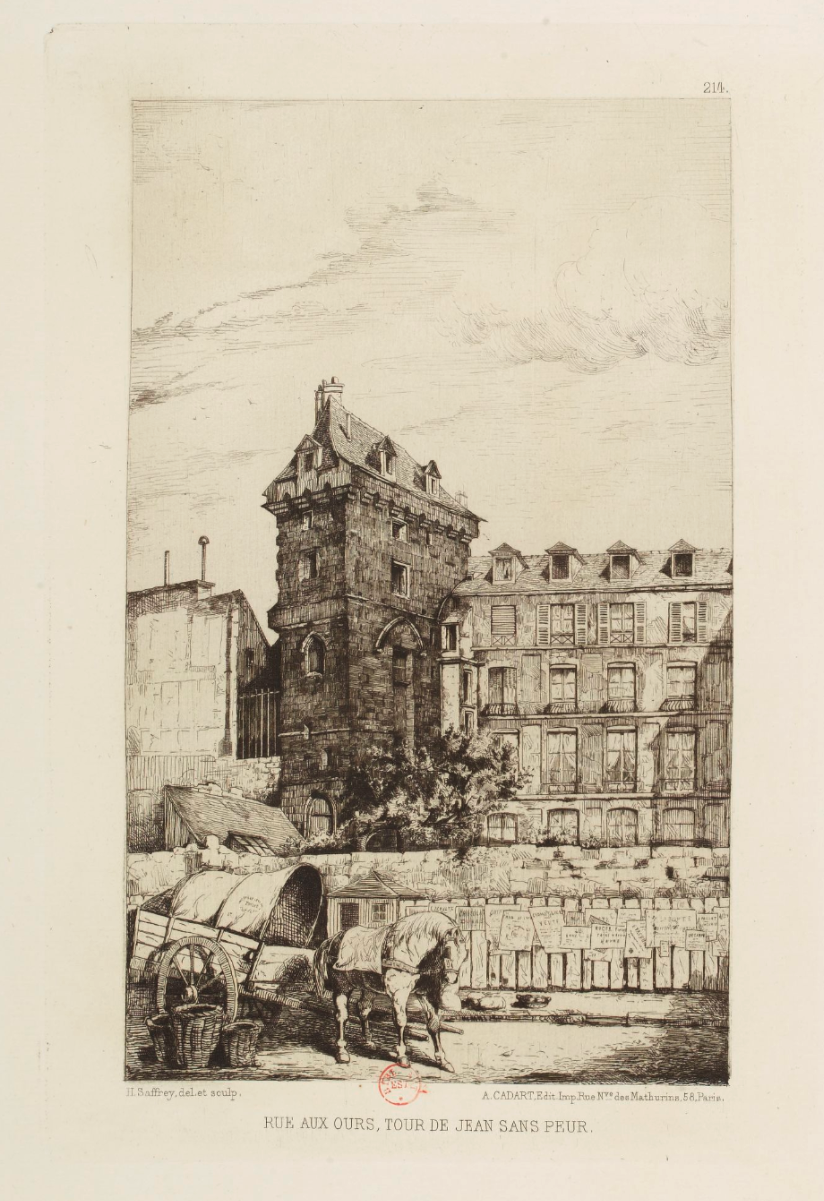
Henri Alexandre Saffrey: Rue aux Ours - Torre di Jean-sans-Peur (acquaforte, 1873).

Il re Carlo VI, dal 1392, era soggetto ad accessi di follia, durante i quali i membri della famiglia reale erano portati ad intervenire nel governo. Gli zii di Carlo erano principi potenti perché dotati di importanti appannaggi. Inoltre Carlo aveva un fratello ambizioso Luigi d'Orleans che entrò rapidamente in conflitto con il più potente dei suoi zii Filippo II di Borgogna, detto "il grasso ".
La morte del duca di Borgogna consenti inizialmente al duca d'Orléans di prendere il controllo del governo perché il successore di Filippo, Giovanni I di Borgogna, detto "Giovanni senza paura », era molto impegnato con l'importante successione dei suoi genitori. Ma il nuovo duca di Borgogna non permise che ciò accadesse e, notando che le dimostrazioni di forza non erano sufficienti, organizzò l' assassinio di Luigi d'Orléans nel 1407.
La costruzione della torre, dal 1409 al 1411, è quindi da collocare nel quadro della politica di Giovanni senza Paura, che mirava ad affermare il suo potere nella capitale, anche per proteggersi dalle ostilità suscitate dalla sua decisa azione. Infatti, Carlo I d'Orléans presto chiese giustizia per suo padre, si alleò con Bernardo VII d'Armagnac e ricevette il sostegno di altri rami della famiglia reale.
Iniziò quindi la guerra civile tra Armagnac e Burgundi. Giovanni senza Paura eliminò Bernardo d'Armagnac nel 1418, spingendo il Delfino Carlo VII a fuggire da Parigi verso Bourges: quest'ultimo e i suoi successori lasciarono la capitale fino al 1594. Lo stesso duca di Borgogna fu assassinato nel 1419 durante il colloquio con Montereau. Suo figlio Filippo il Buono strinse poi un'alleanza con la Corona d'Inghilterra che durò fino al 1435.

### Dongione
In conflitto con il suo rivale Luigi d'Orléans, Giovanni senza Paura intraprese la costruzione della torre per mostrare il suo potere nella capitale del regno. La pialla figura ancora nella decorazione, emblema che aveva adottato contro quello del suo avversario, il bastone.
Nella sua parte superiore, il mastio era dotato di merli e caditoie che proteggevano l'accesso a due "stanze di sicurezza" sovrapposte molto bene illuminate da finestre, ognuna riscaldata da un camino e dotata di un piccolo locale per i servizi.

### Scala di servizio
Nella parte inferiore del mastio, la scala serviva i tre piani dell'ala ovest dell'Hôtel de Bourgogne (oggi non più esistente).
Sopra l'ingresso, un soppalco assicurava la comunicazione con:
- da un lato, l'ala est dell'Hôtel de Bourgogne (oggi scomparsa);
- dall'altro la cortina muraria della cinta di Filippo Augusto, all'epoca già in disuso a causa della costruzione del bastione di Carlo V: il duca di Borgogna creò così una seconda via di comunicazione discreta con il mondo esterno.

## Descrizione
- Resti della cinta di Filippo Augusto.

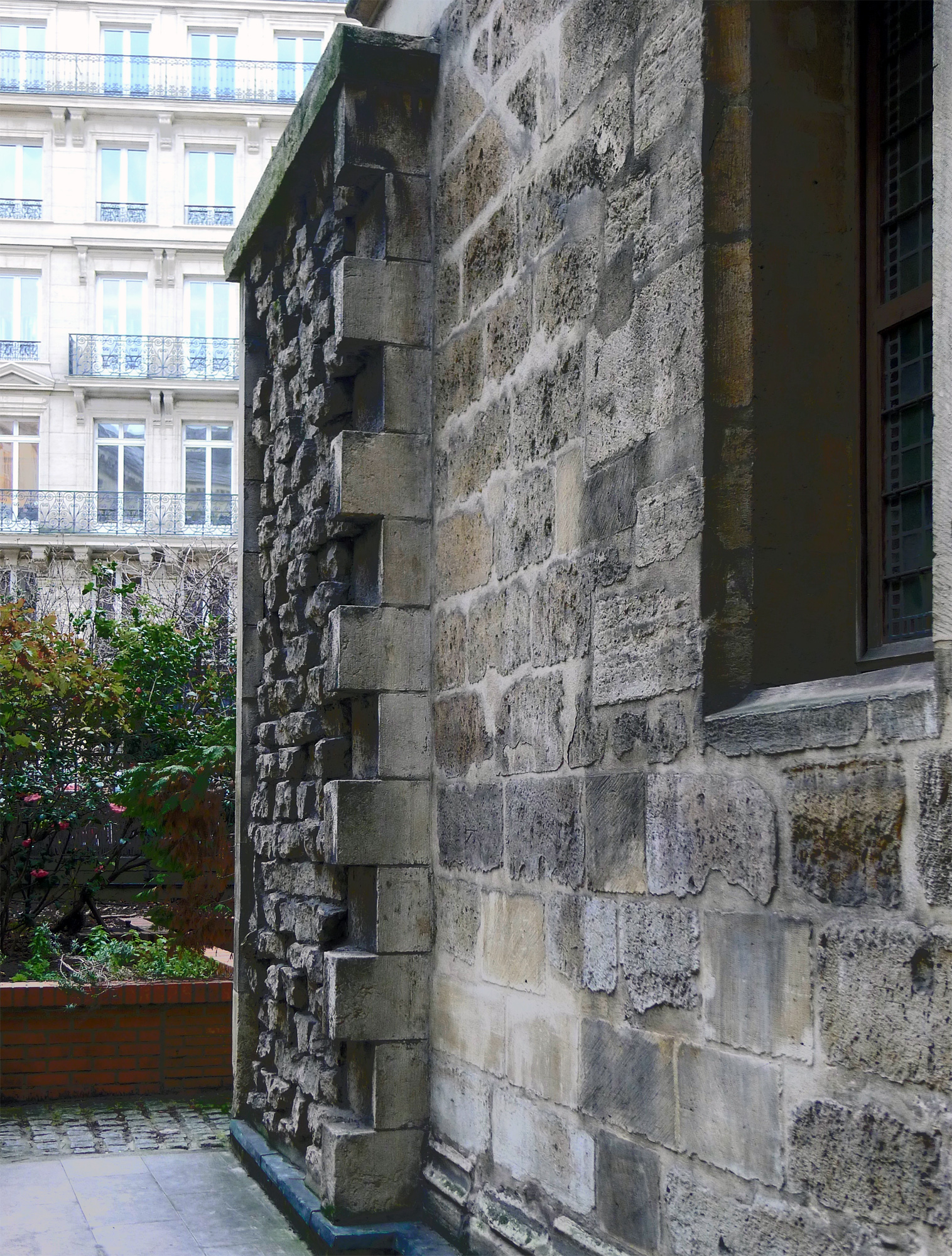

- La grande scala a chiocciola, ispirata a quella fatta realizzare da Carlo V al Louvre (ora scomparsa).

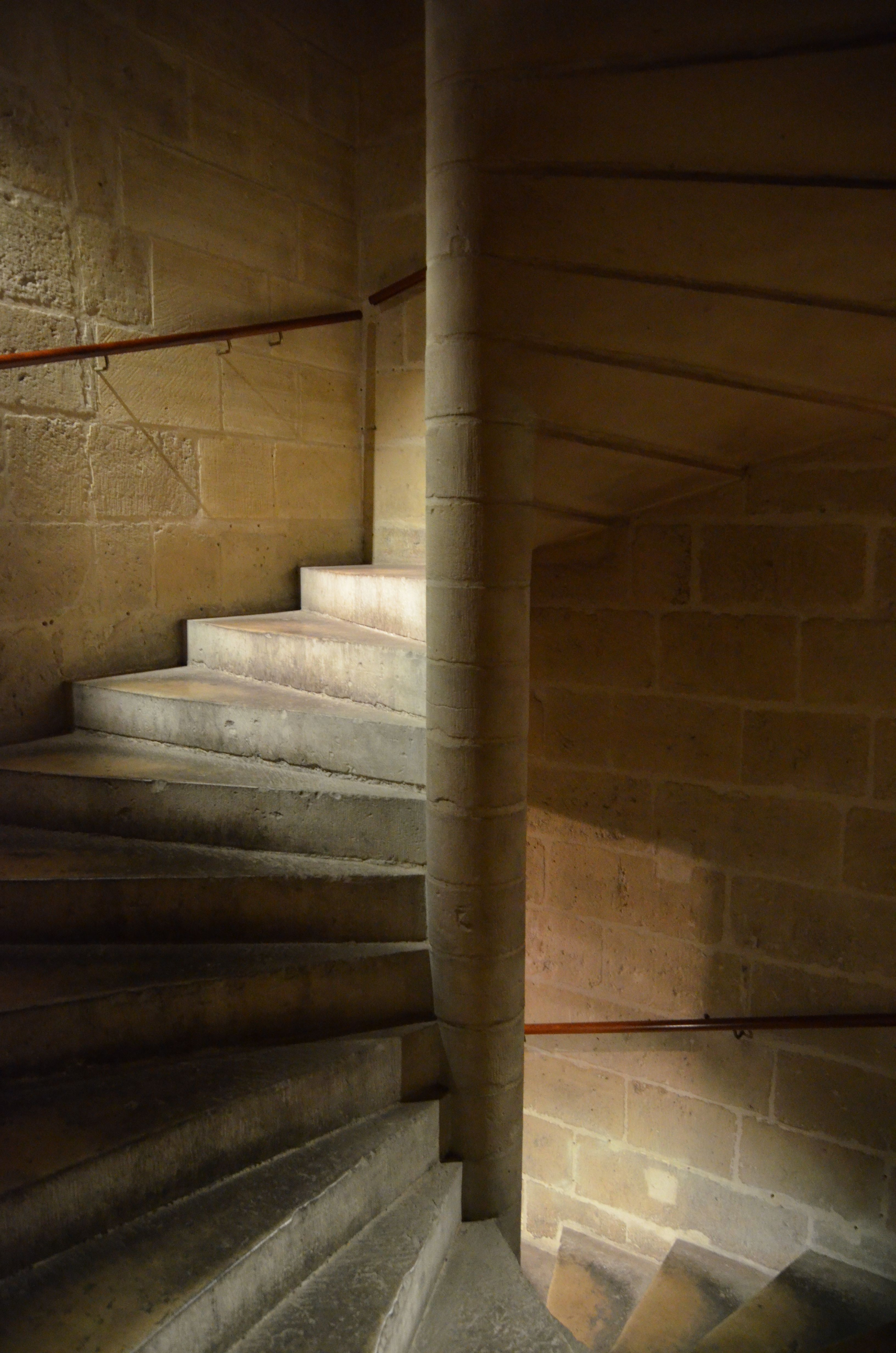
La seconda scalinata, nella parte superiore della torre.
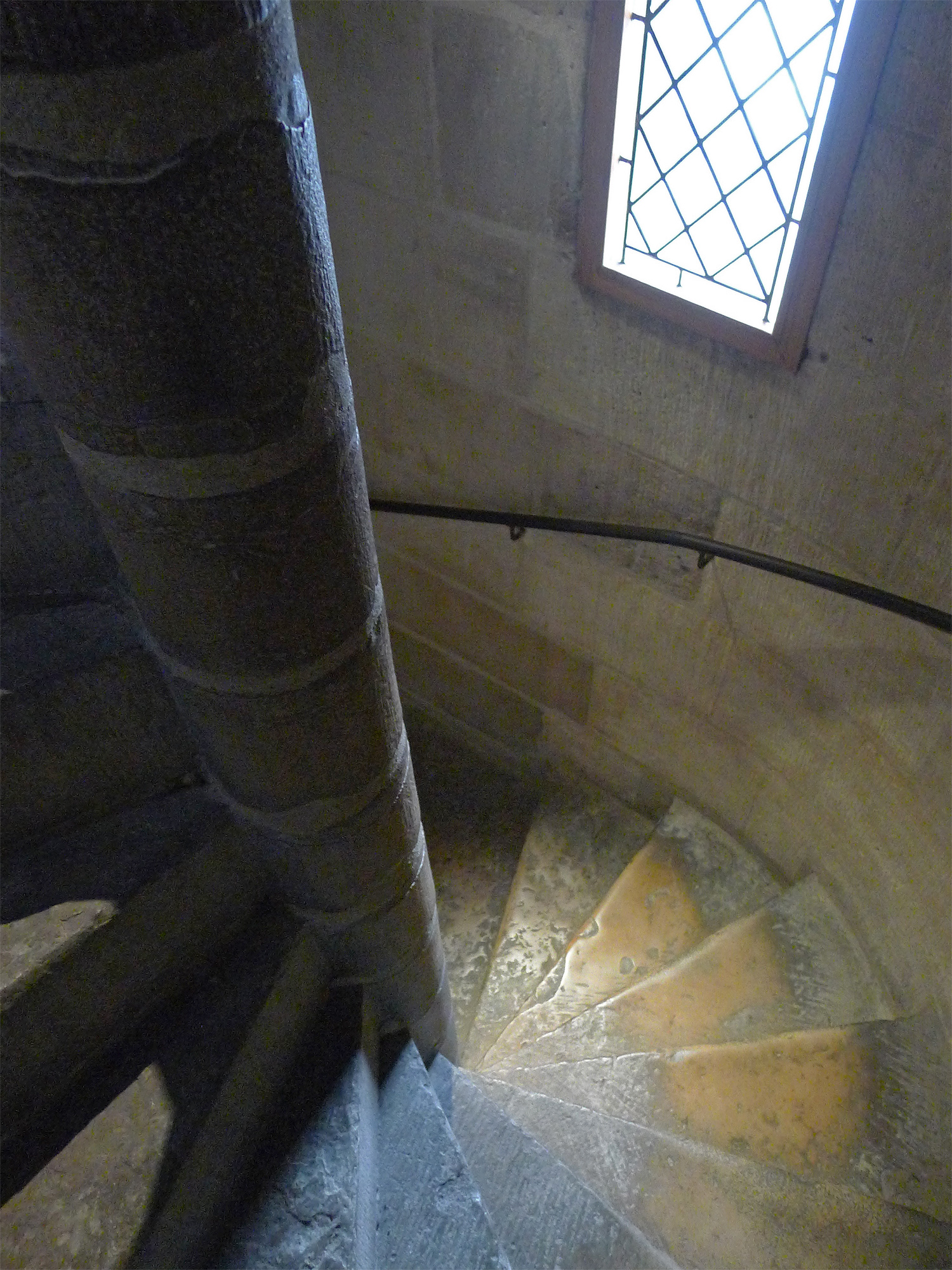
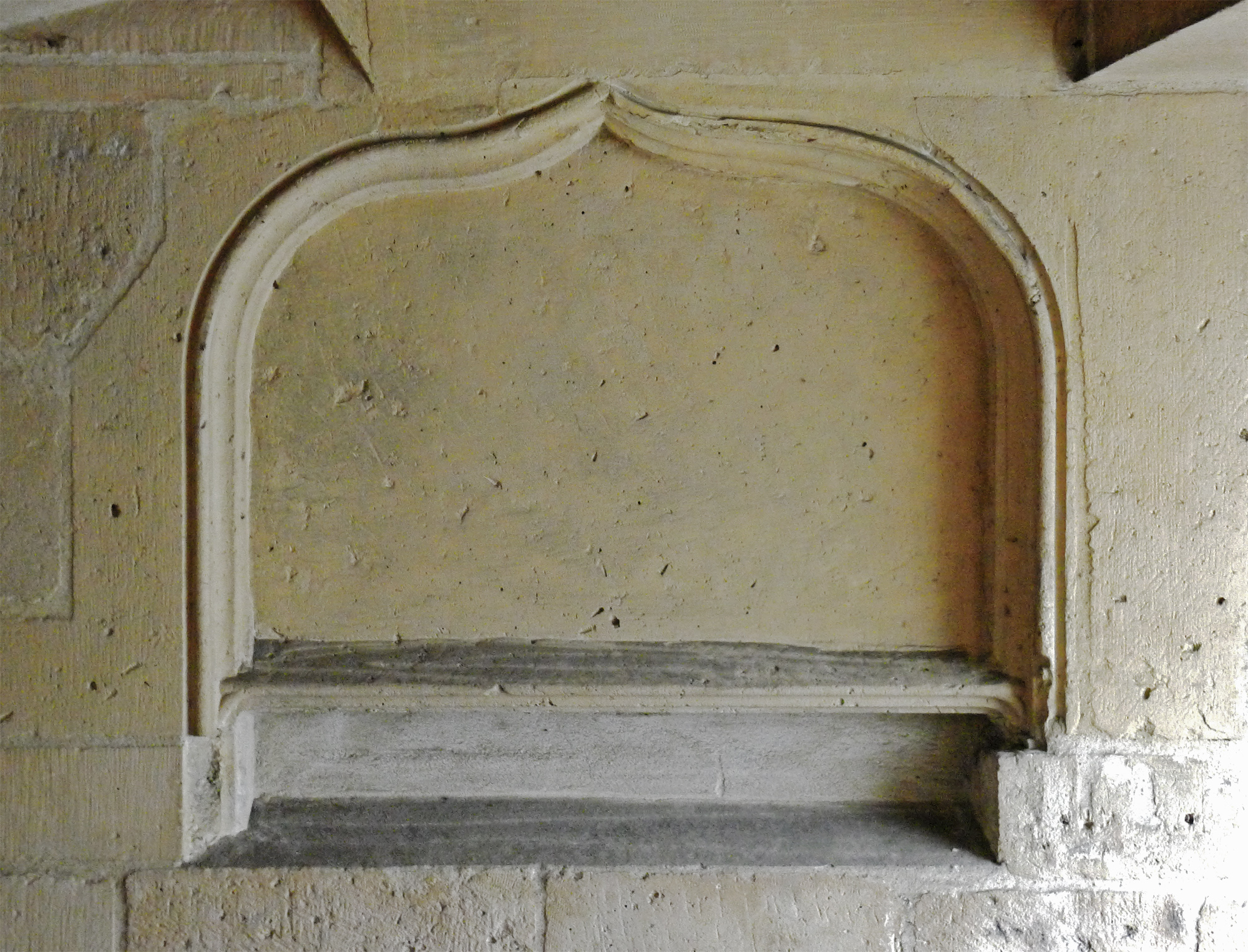
Nicchia gotica.

- La decorazione vegetale della volta della scala: vaso centrale da cui emergono rami di quercia, su cui si arrampicano i luppoli, uniti da rami di biancospino che emergono dalle pareti.

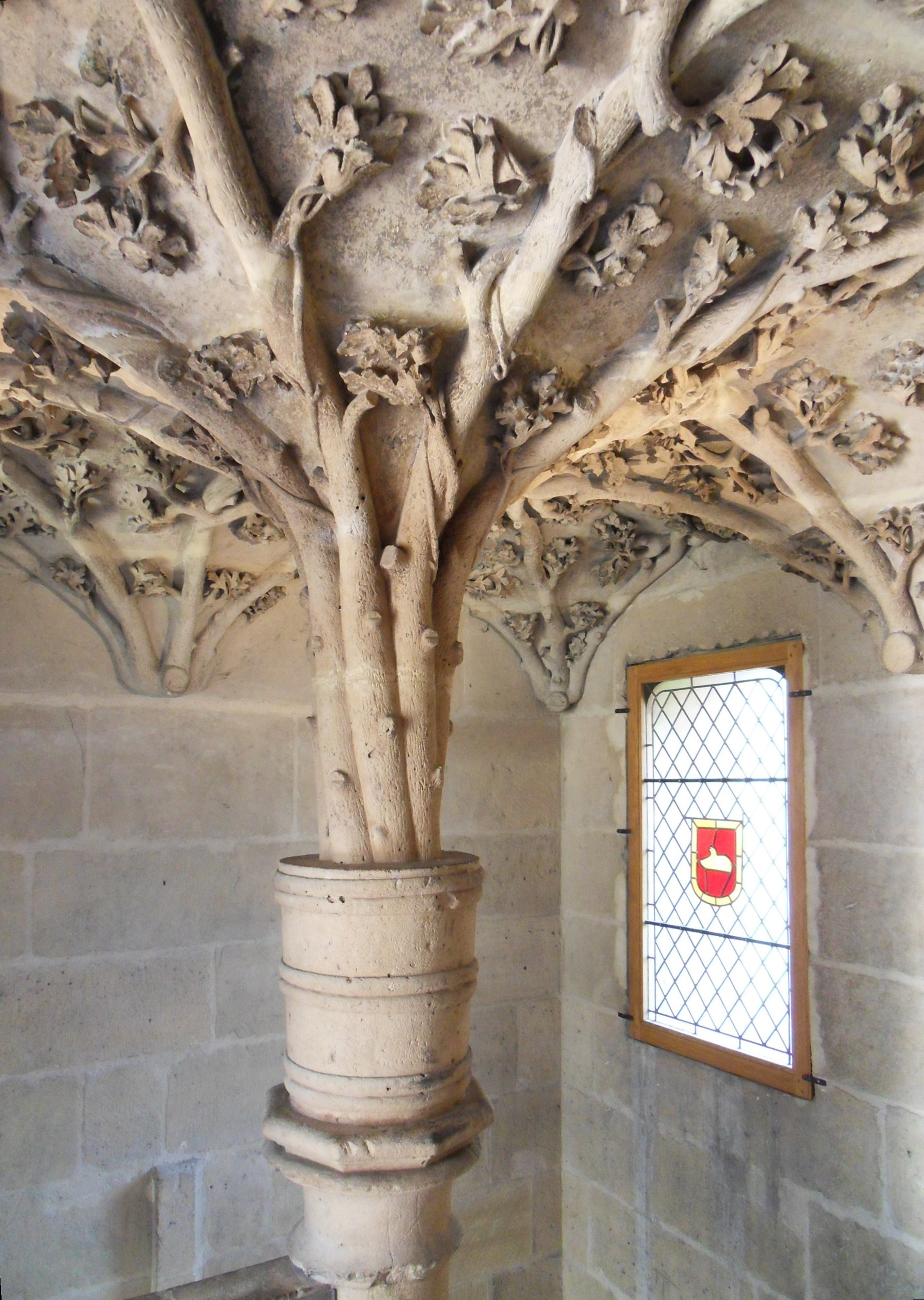
La volta dello scalone.
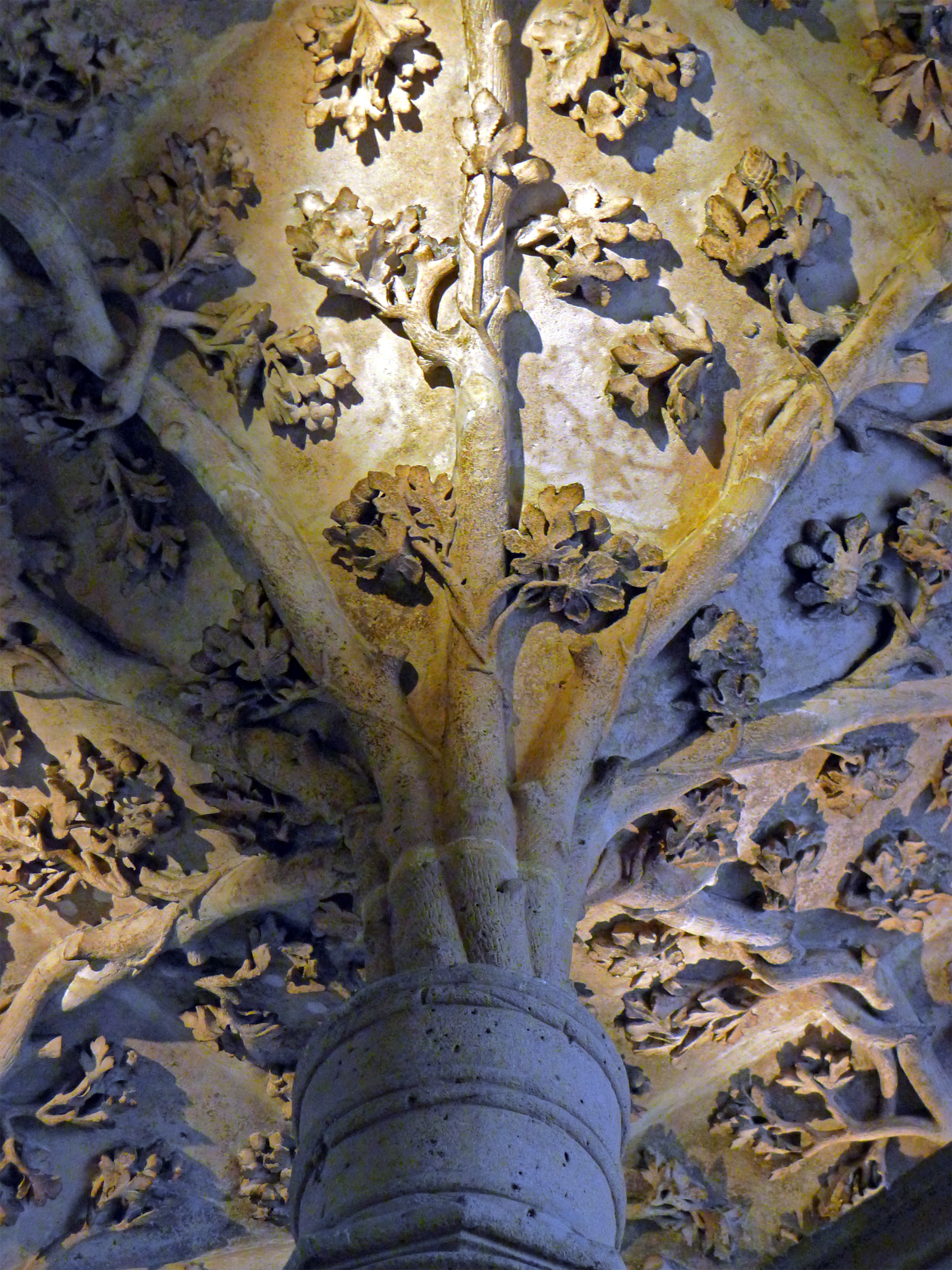
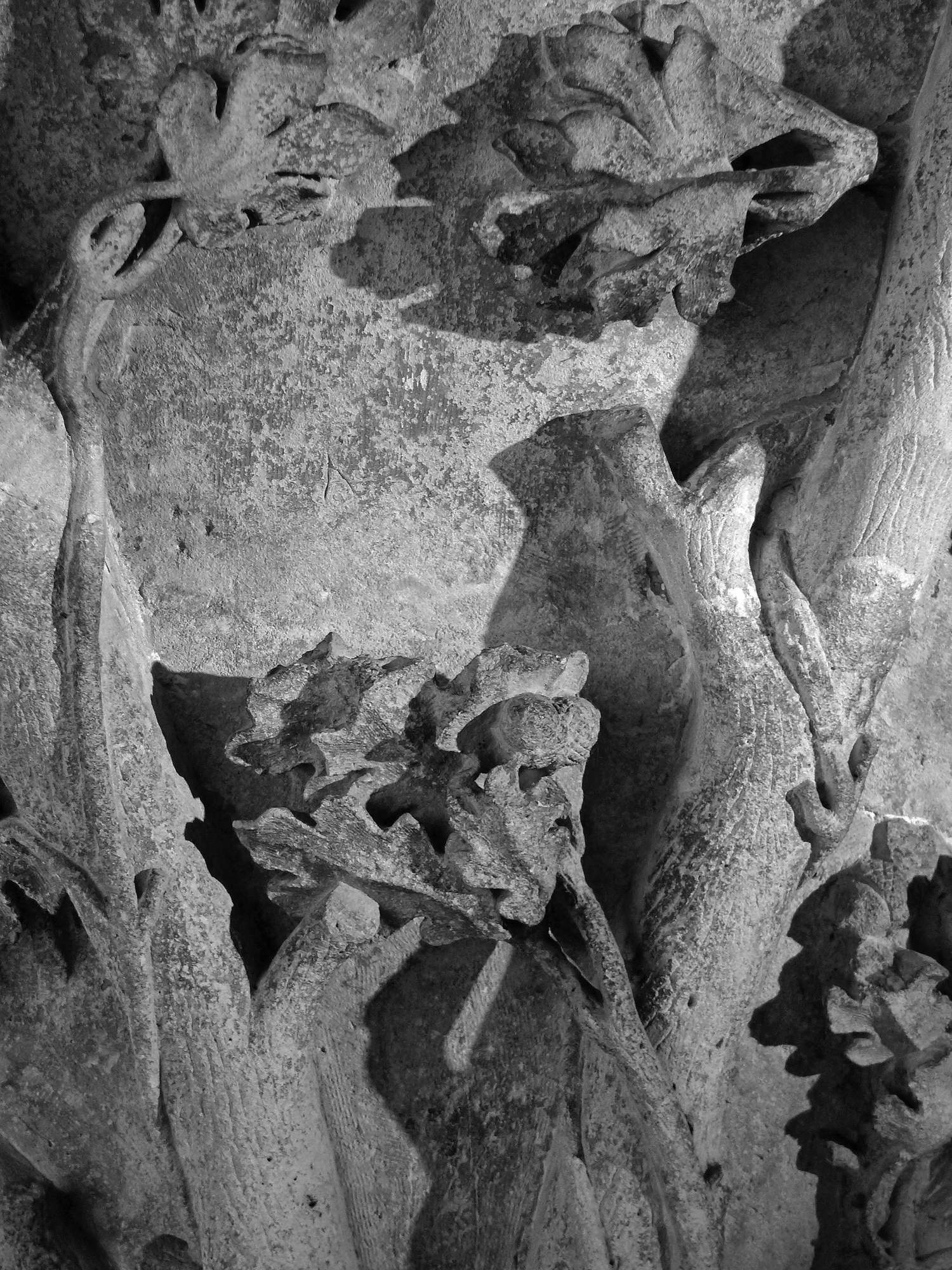
Dettaglio.

- Il trono e la sala riunioni di Giovanni senza Paura

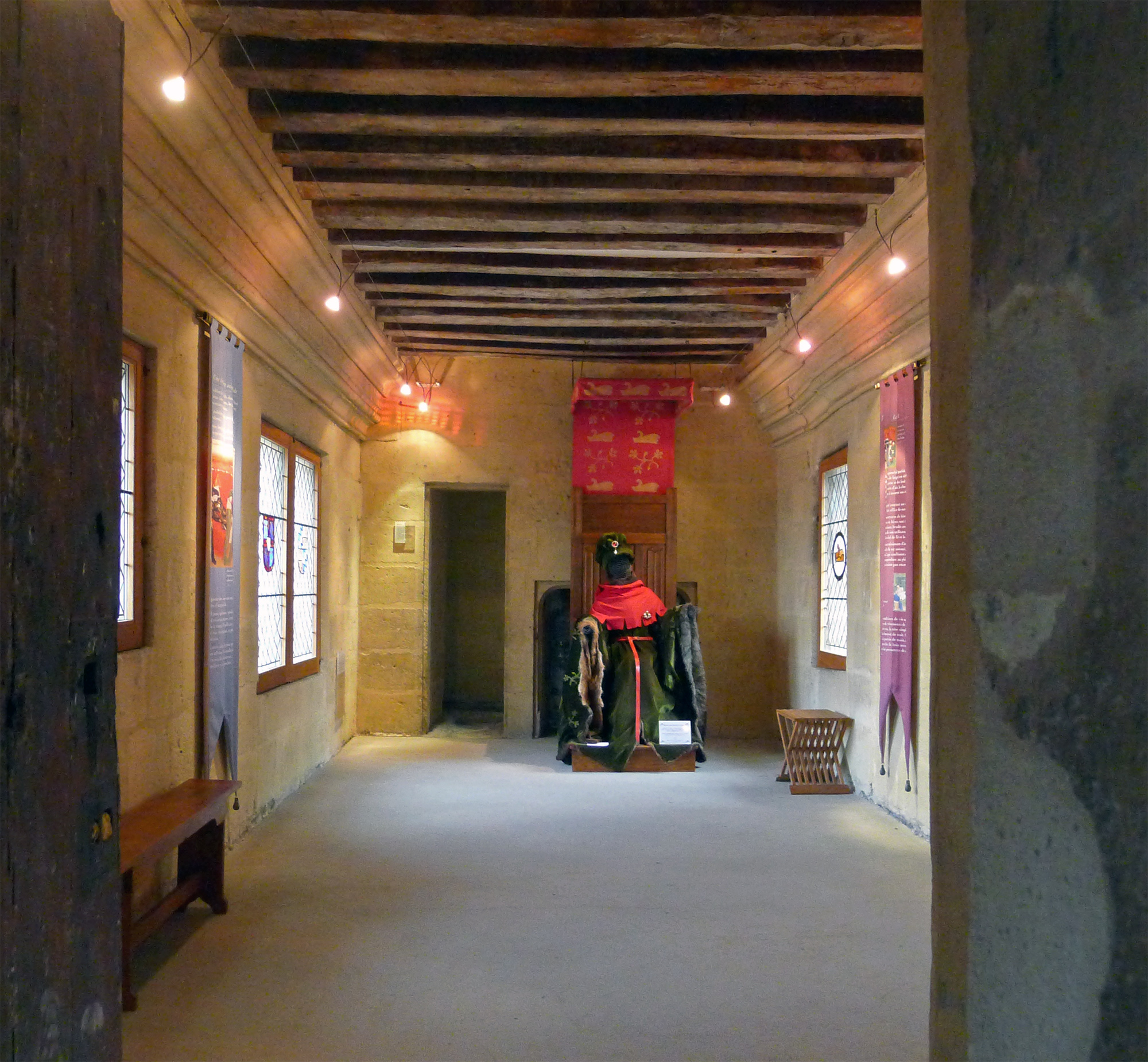
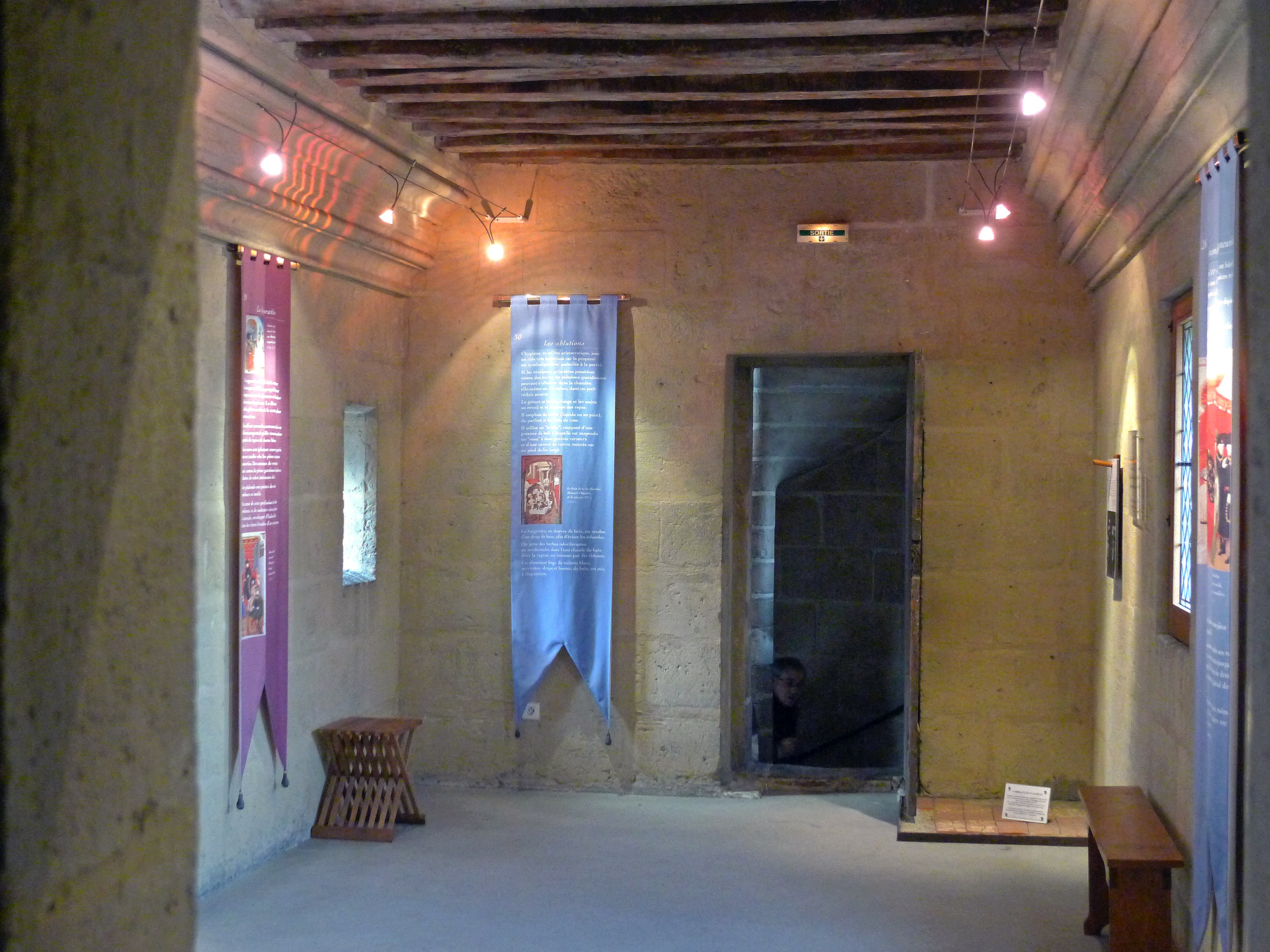
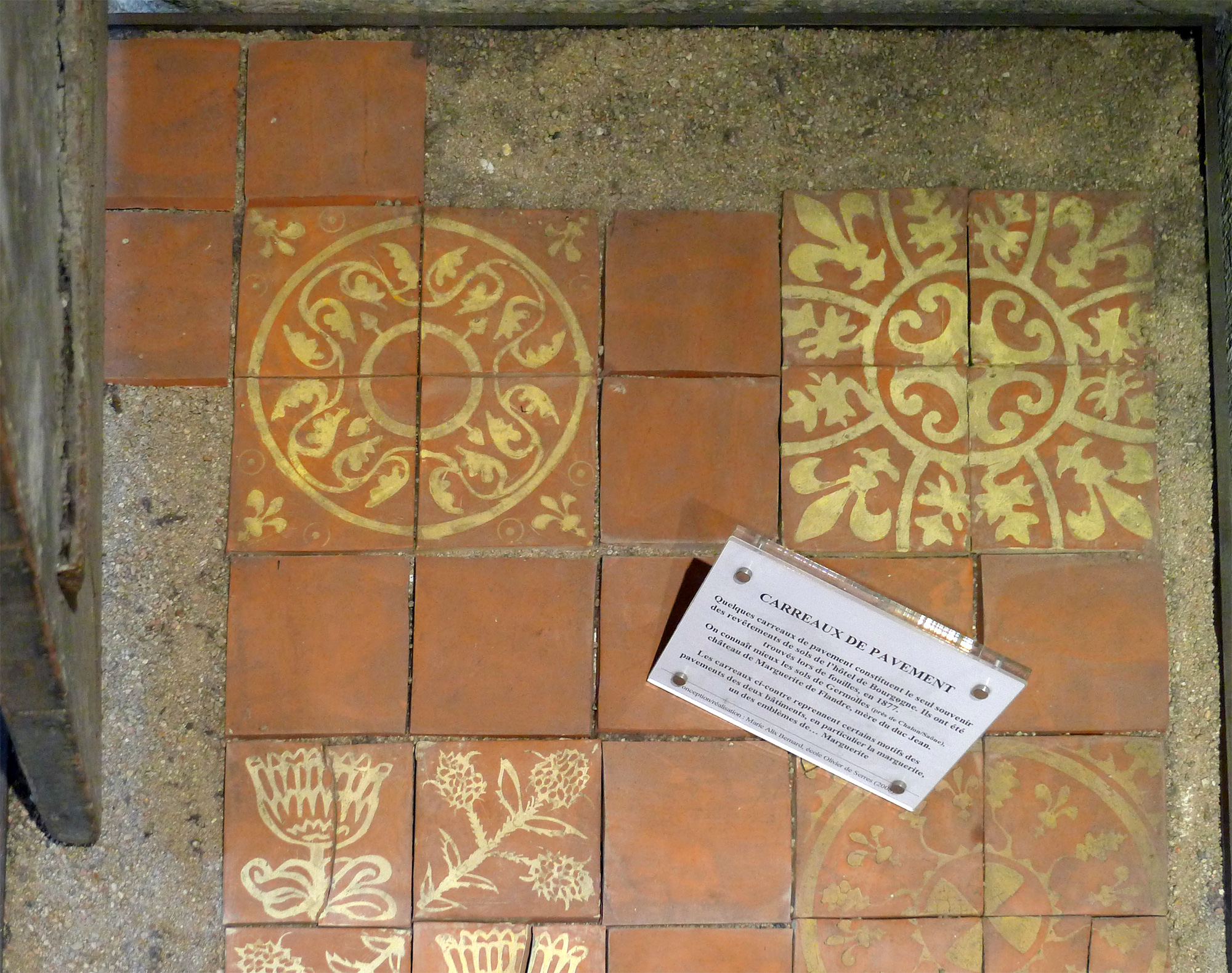
Piastrelle per pavimento della sala del trono.

- La ricostruzione delle latrine, le più antiche di Parigi, di cui ogni stanza era dotata. A differenza di quelle delle epoche precedenti, non comunicavano con l'esterno, ma avevano un condotto nello spessore del muro, che portava ad una fossa nel seminterrato. Erano riscaldate dal retro del camino della camera da letto.

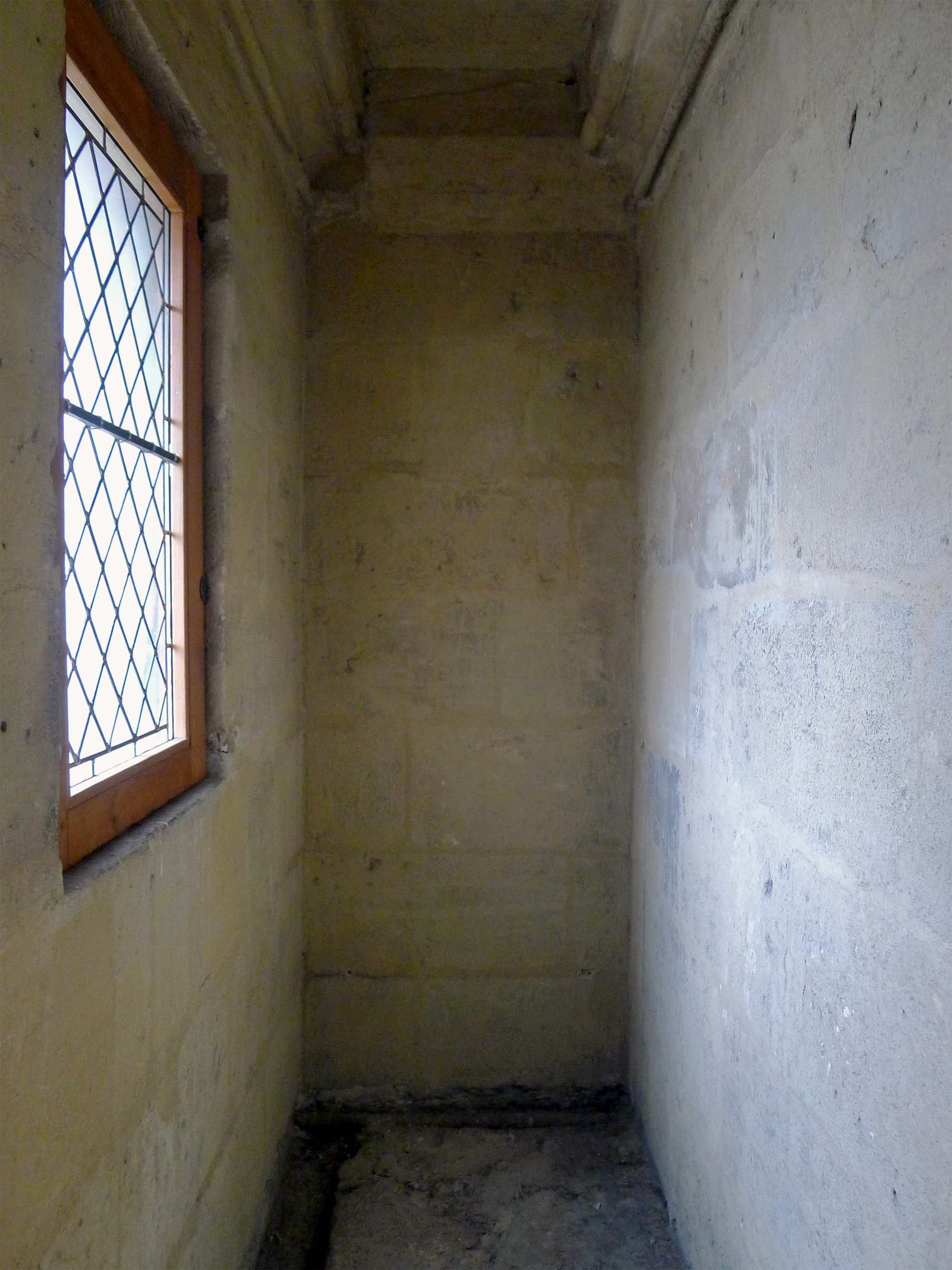
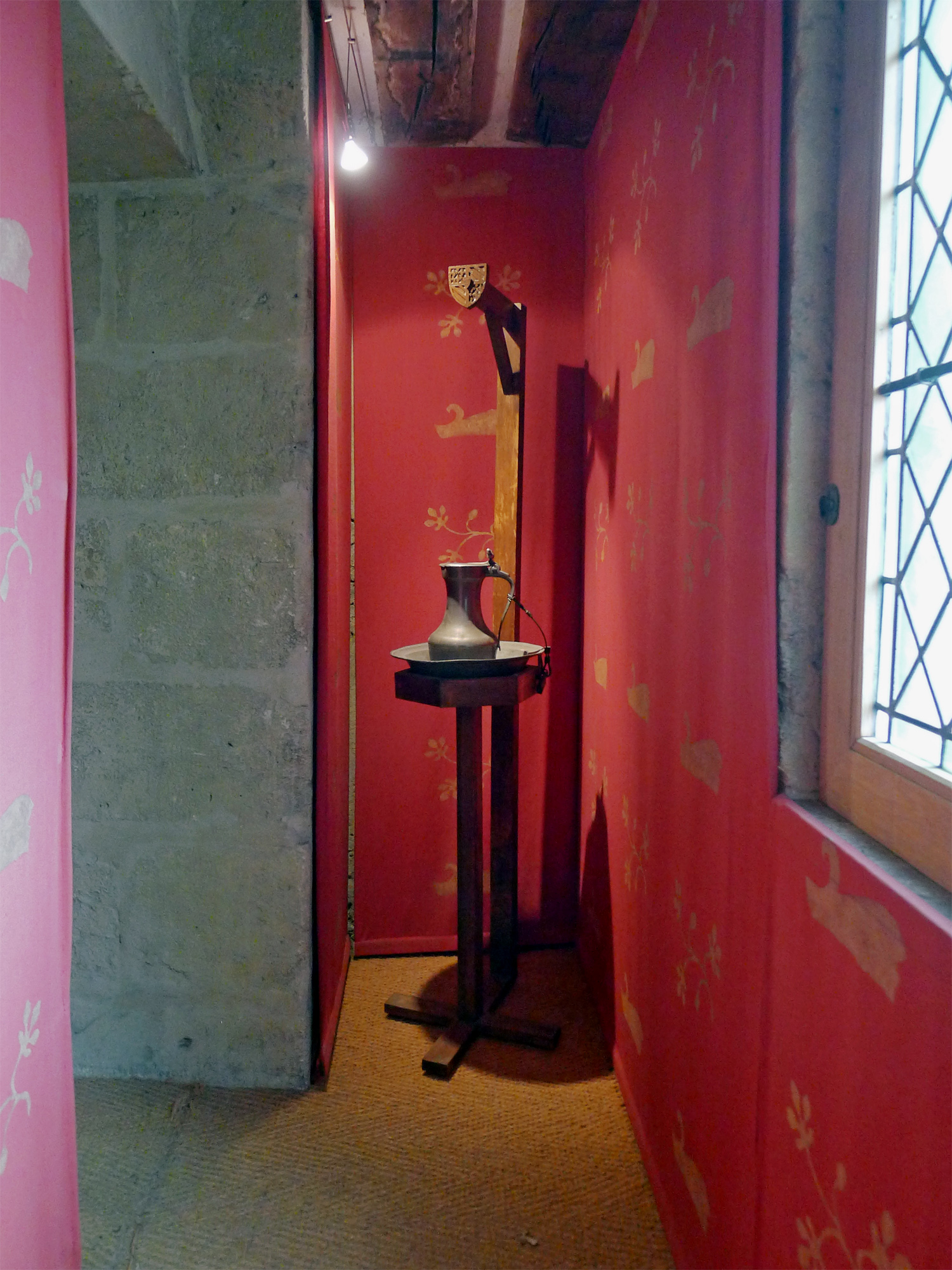
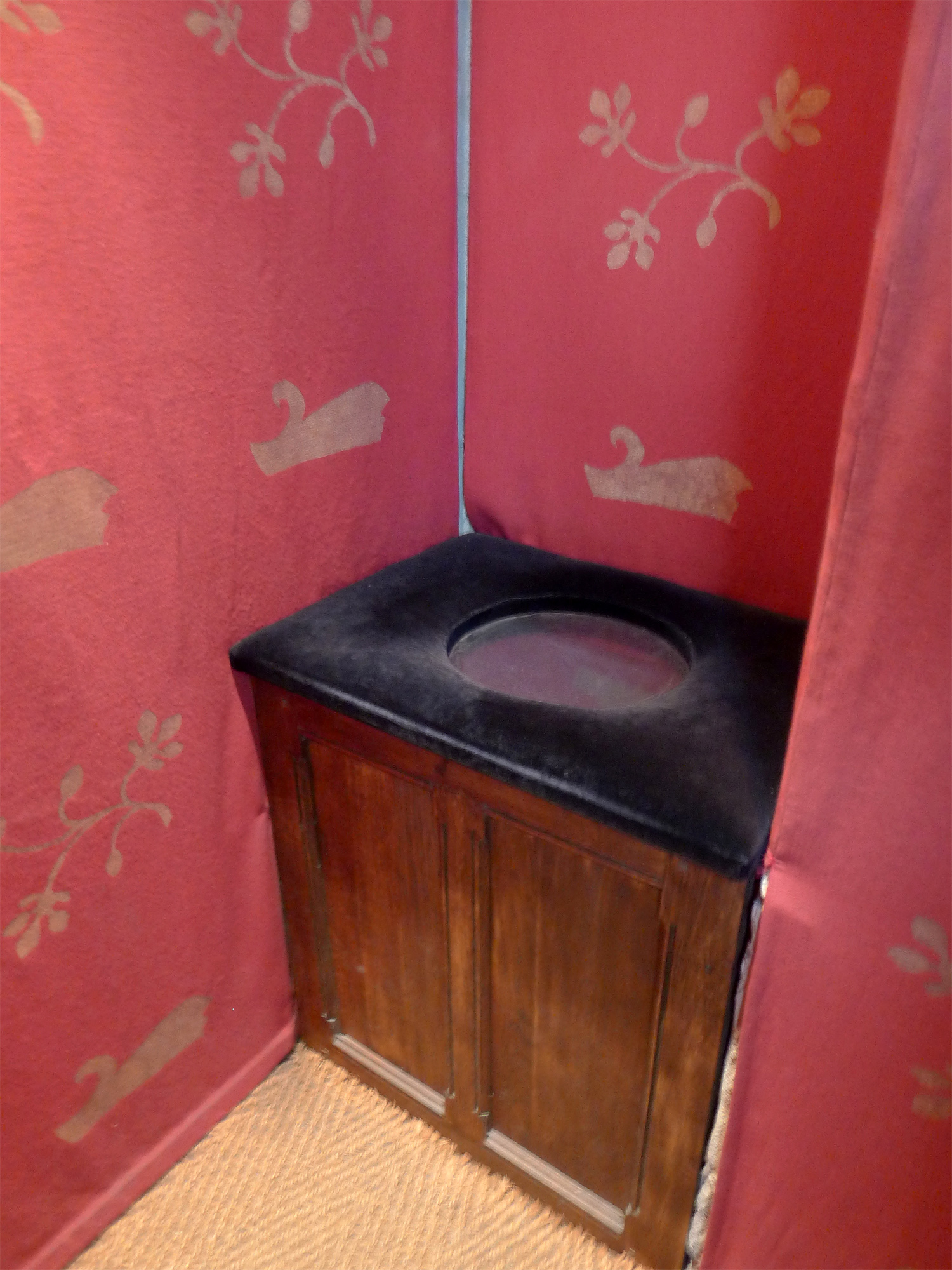

- Gli elementi strutturali visibili all'ultimo piano.

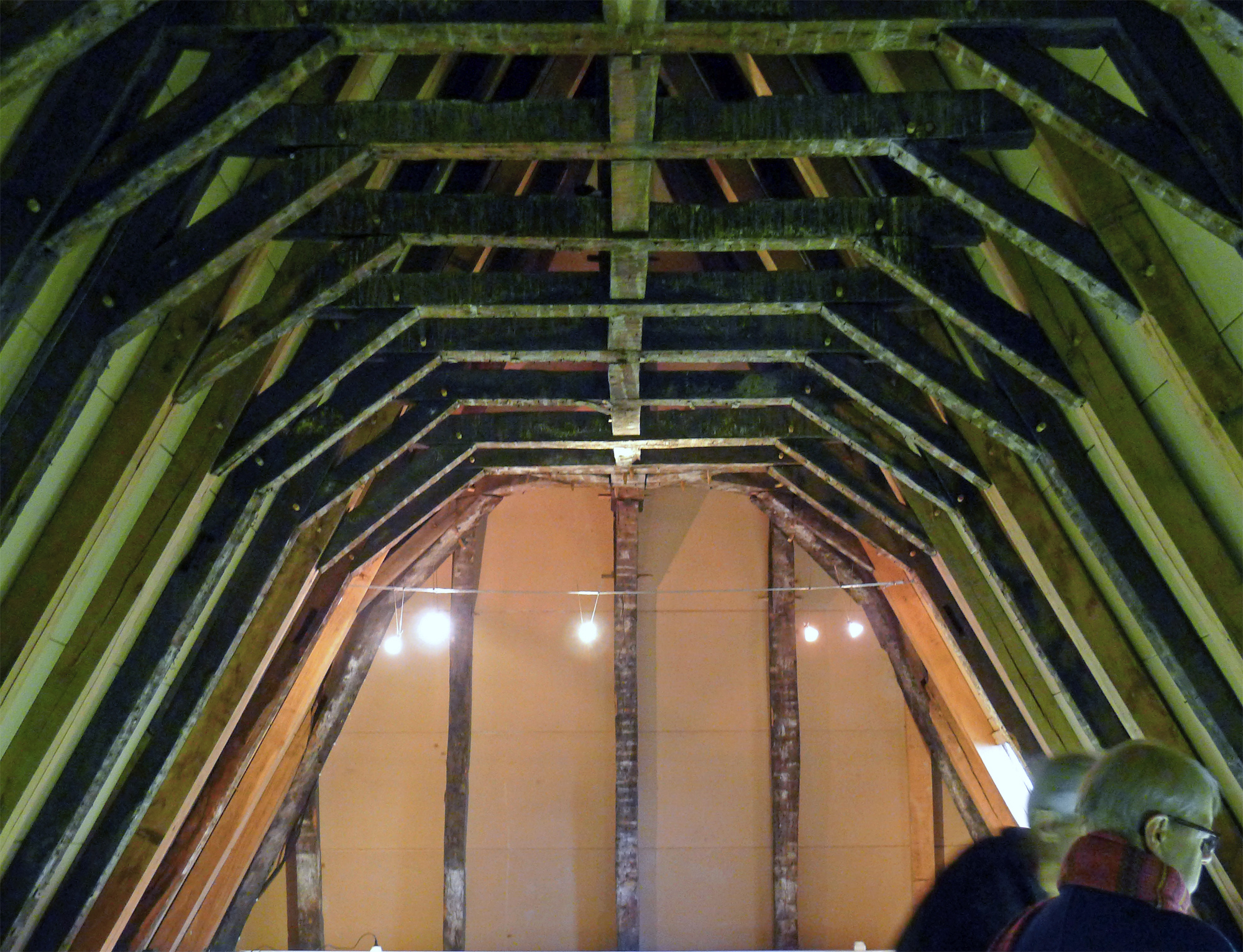
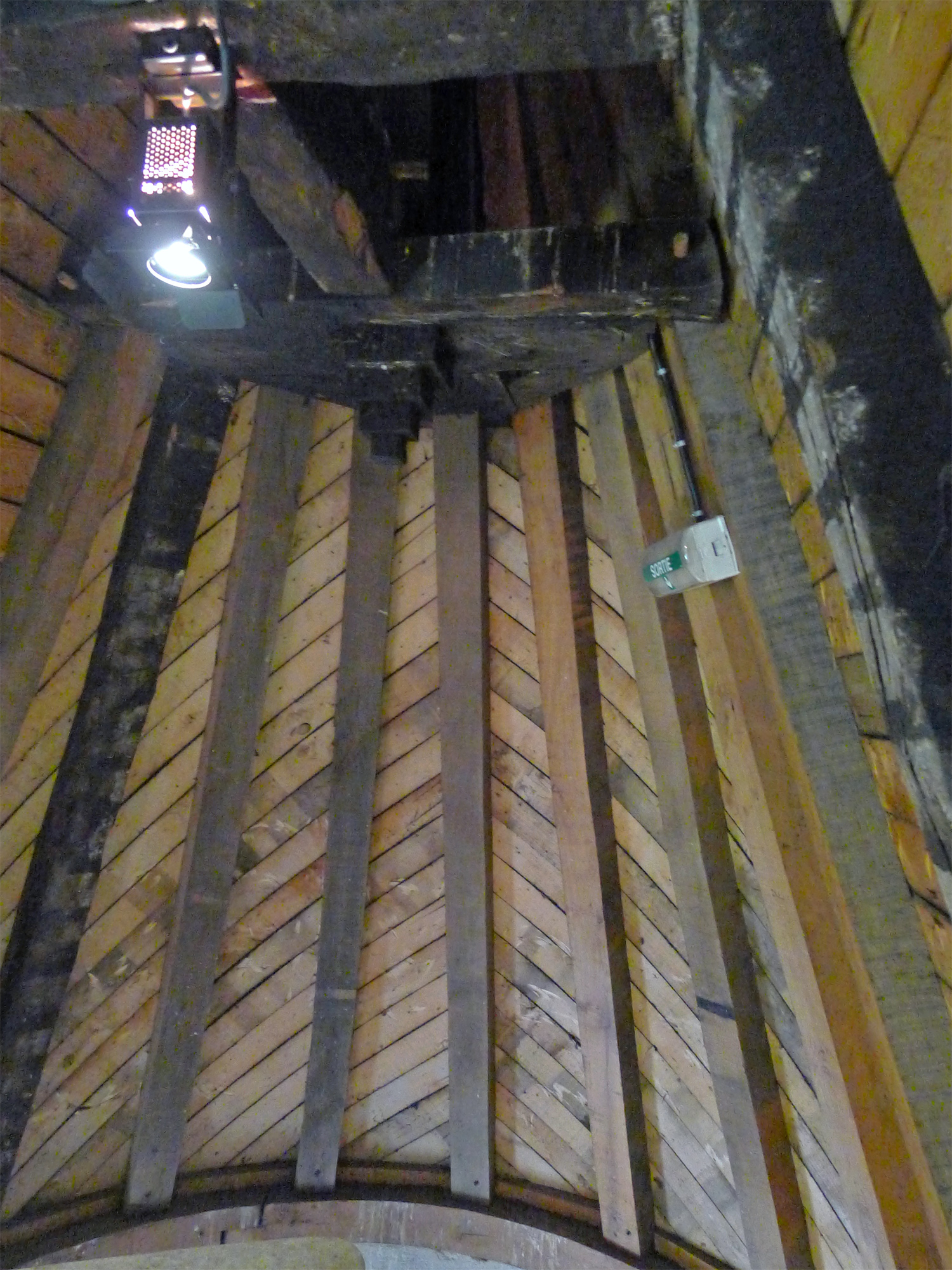
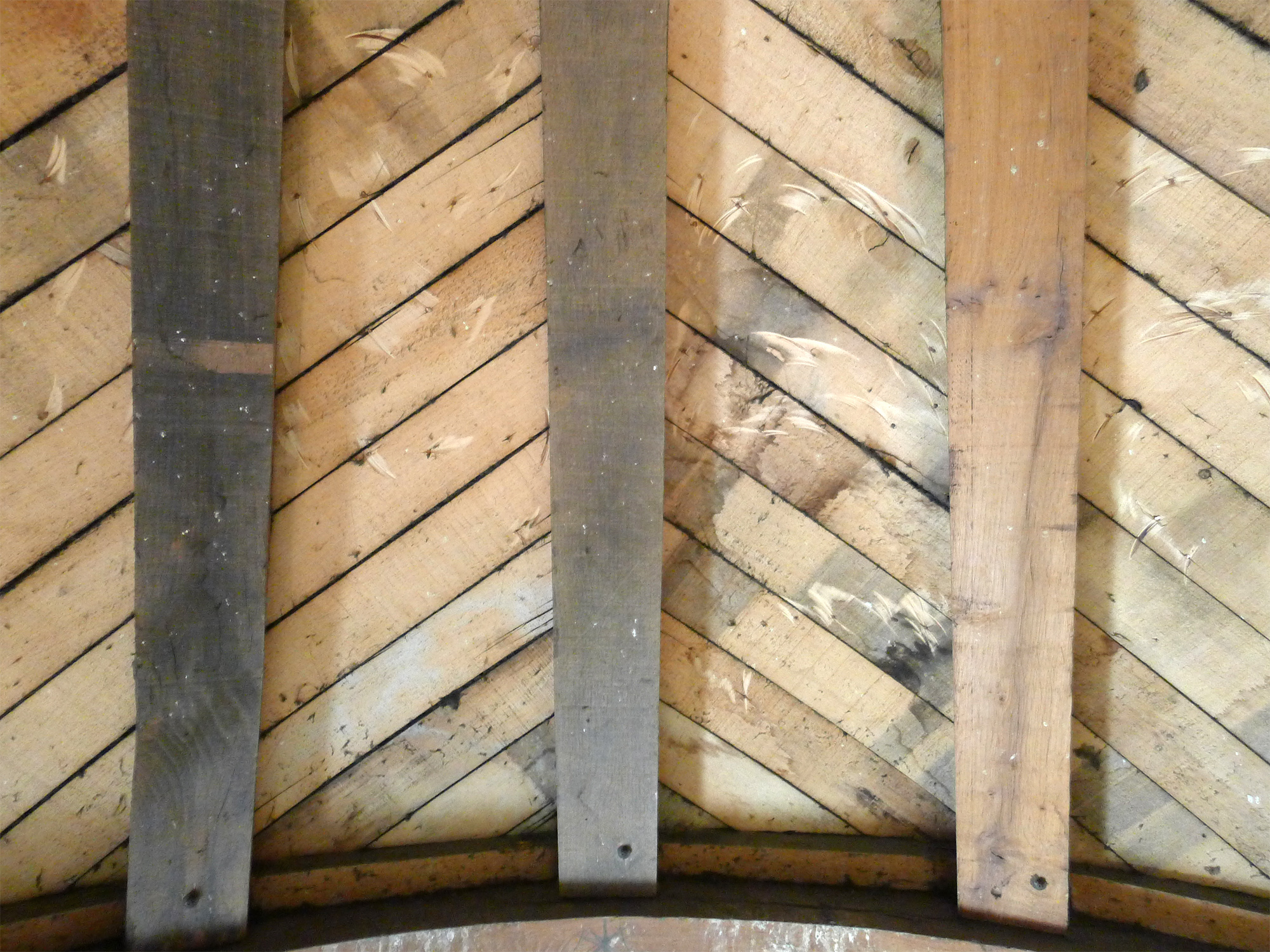